# Kunar (rzeka)
Kunar – rzeka o długości 480 km, źródła znajdują się północno-zachodnim Pakistanie, gdzie wypływa z Hindukuszu, następnie płynie we wschodnim Afganistanie i wpada do rzeki Kabul w pobliżu Dżalalabadu.